# Ischasia sabatieri
Ischasia sabatieri är en skalbaggsart som beskrevs av Peñaherrera och Tavakilian 2004. Ischasia sabatieri ingår i släktet Ischasia och familjen långhorningar. Inga underarter finns listade i Catalogue of Life.